# Piper marginatum
Piper marginatum là một loài thực vật có hoa trong họ Hồ tiêu. Loài này được Jacq. miêu tả khoa học đầu tiên năm 1788.